# Sudamericano de Rugby 1983
El Sudamericano de Rugby de 1983 se jugó en la cancha del Club Atlético de San Isidro (CASI) en Buenos Aires, Argentina. Con la ausencia de la Selección de rugby de Brasil se organiza como un cuadrangular entre Chile, Paraguay, Uruguay y el local.

## Equipos participantes
- Selección de rugby de Argentina (Los Pumas)
- Selección de rugby de Chile (Los Cóndores)
- Selección de rugby de Paraguay (Los Yacarés)
- Selección de rugby de Uruguay (Los Teros)

## Posiciones
| Pos. | Equipo    | Encuentros | Encuentros | Encuentros | Encuentros | Tantos  | Tantos    | Tantos     | Puntos |
| Pos. | Equipo    | jugados    | ganados    | empatados  | perdidos   | a favor | en contra | diferencia | Puntos |
| ---- | --------- | ---------- | ---------- | ---------- | ---------- | ------- | --------- | ---------- | ------ |
| 1    | Argentina | 3          | 3          | 0          | 0          | 118     | 15        | + 103      | 6      |
| 2    | Uruguay   | 3          | 2          | 0          | 1          | 51      | 44        | + 7        | 4      |
| 3    | Chile     | 3          | 1          | 0          | 2          | 33      | 83        | - 50       | 2      |
| 4    | Paraguay  | 3          | 0          | 0          | 3          | 27      | 87        | - 60       | 0      |

Nota: Se otorgan 2 puntos al equipo que gane un partido, 1 al que empate, 0 al que pierda

## Resultados[1]

### Primera Fecha
| 16 de julio | Paraguay | 12 - 20 | Uruguay | cancha del CASI, Buenos Aires, Argentina |  |

| 16 de julio | Argentina | 46 - 6 | Chile | cancha del CASI, Buenos Aires, Argentina |  |

### Segunda Fecha
| 20 de julio | Chile | 3 - 25 | Uruguay | cancha del CASI, Buenos Aires, Argentina |  |

| 20 de julio | Argentina | 43 - 3 | Paraguay | cancha del CASI, Buenos Aires, Argentina |  |

### Tercera Fecha
| 23 de julio | Chile | 24 - 12 | Paraguay | cancha del CASI, Buenos Aires, Argentina |  |

| 23 de julio | Argentina | 29 - 6 | Uruguay | cancha del CASI, Buenos Aires, Argentina |  |

| Bandera de Argentina  |
| Campeón Argentina     |
| Décimo segundo título |